# Sittine
Ne pas confondre avec les sittelles.
Taxons concernés
Dans la famille des Furnariidae :
- les genres :
  - Heliobletus
  - Microxenops
  - Xenopsmodifier

Le mot sittine est un nom normalisé de la CINFO attribué à certaines espèces de Furnariidae, une famille de passereaux vivant en Amérique du Sud et centrale. Les espèces concernées sont :
- la Sittine à bec fin (Heliobletus contaminatus) ;
- la Sittine à queue rousse (Microxenops milleri) ;
- la Sittine brune (Xenops minutus) ;
- la Sittine des rameaux (Xenops tenuirostris) ;
- la Sittine striée (Xenops rutilans).

Espèces portant le nom de sittine :
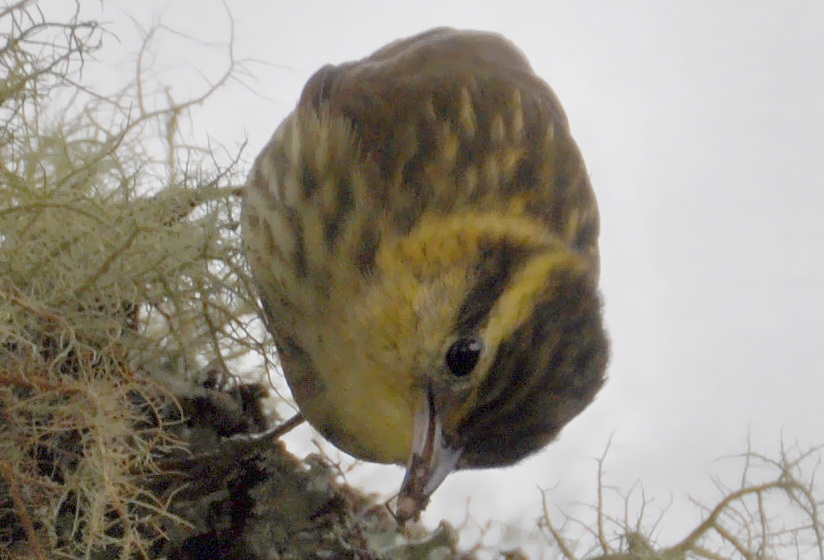
La Sittine à bec fin.
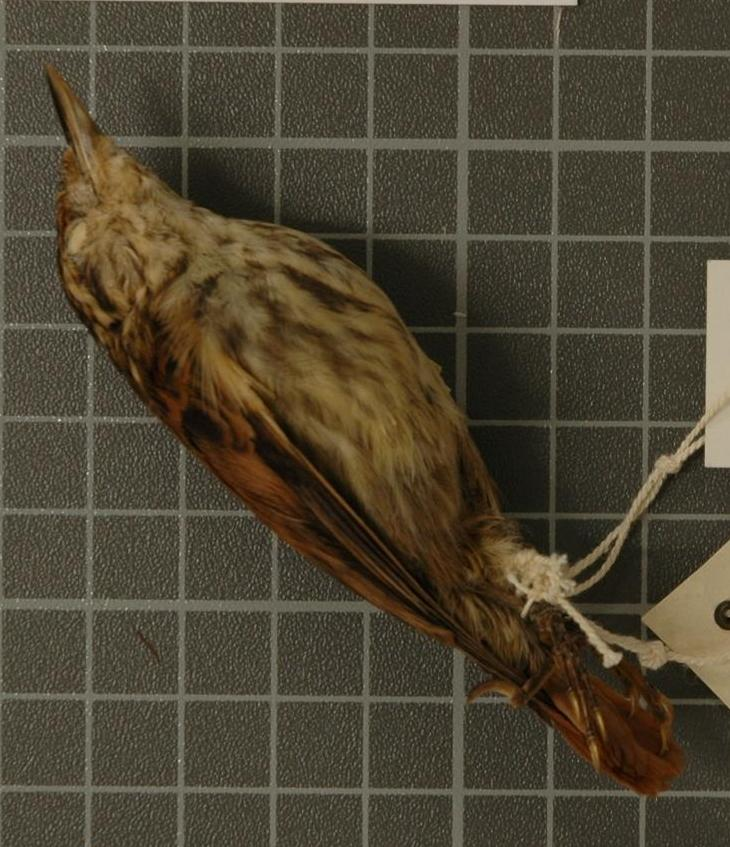
La Sittine à queue rousse.
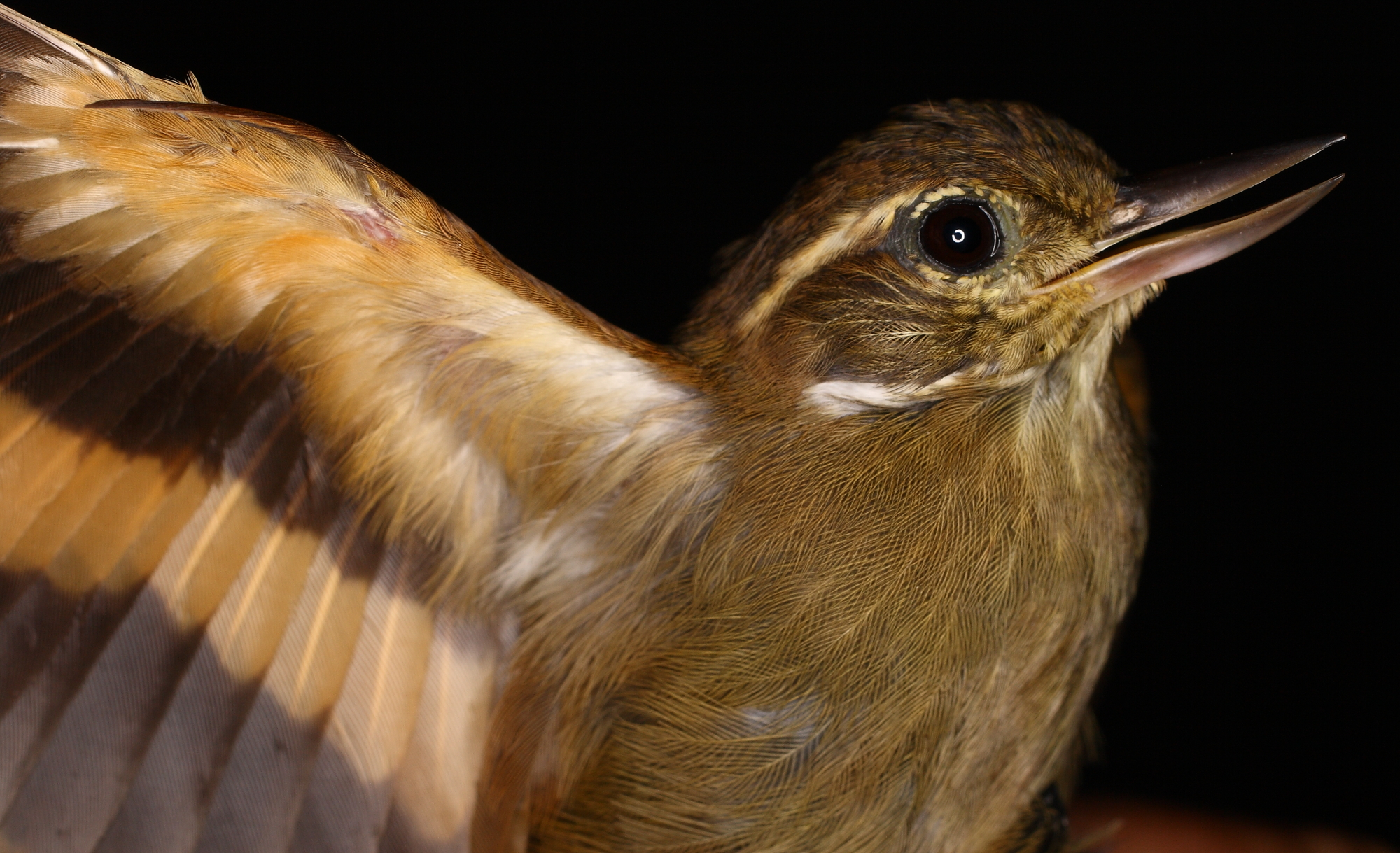
La Sittine brune.
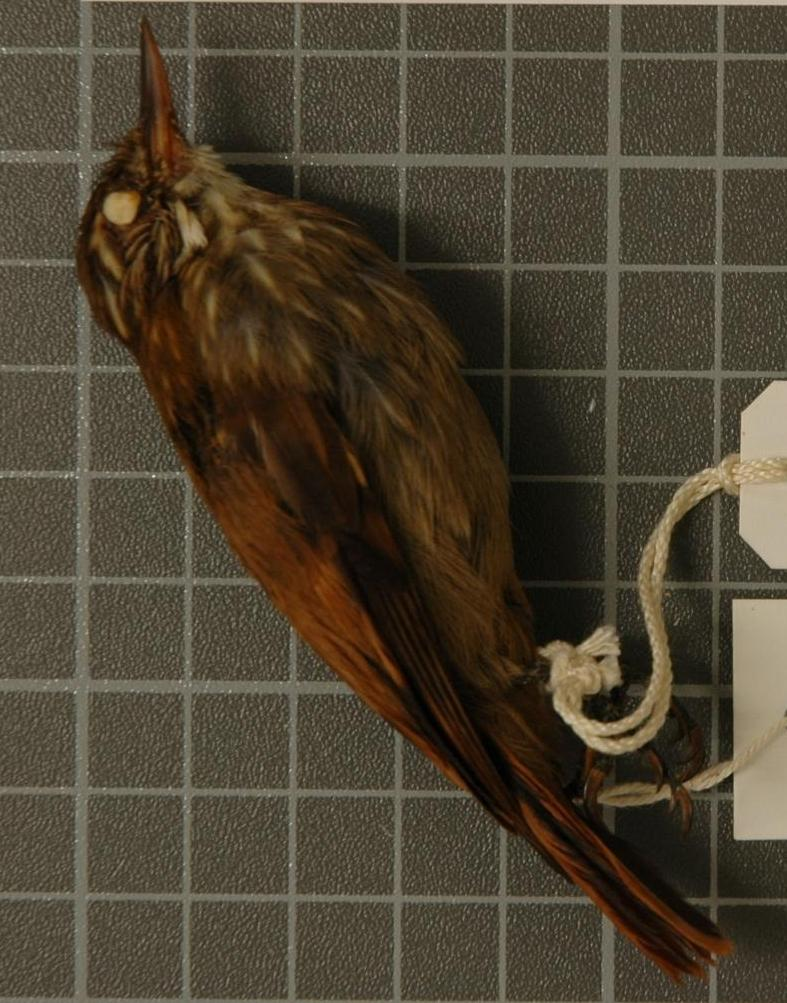
La Sittine des rameaux.
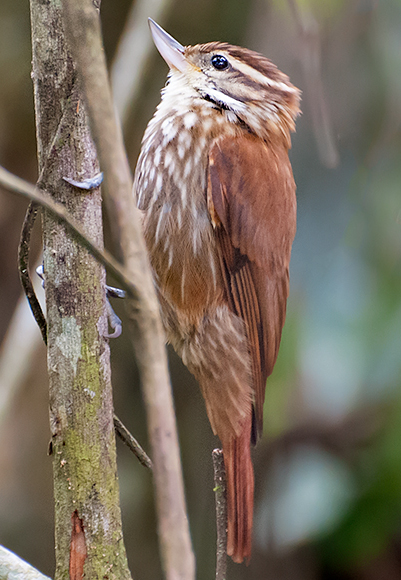
La Sittine striée.

À ces cinq oiseaux s'ajoutent deux autres espèces qui ont un nom normalisé dérivé :
- la Mégasittine du Brésil (Megaxenops parnaguae) ;
- la Pseudosittine à collier (Siptornis striaticollis).

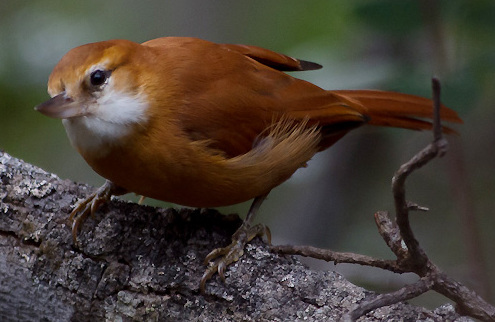
La Mégasittine du Brésil.

## Référence
1. 1 2  « Base de Données Cinfo », sur CINFO (consulté le 8 avril 2016).